# Spilsby Island
Spilsby Island är en ö i Australien. Den ligger i delstaten South Australia, omkring 210 kilometer väster om delstatshuvudstaden Adelaide.